# Kaple svatého Antonína Paduánského (Černá)
Moderní dřevěná kaple svatého Antonína se nachází v Černé v okrese Žďár nad Sázavou. Autory jejího projektu jsou architekti Ladislav Kuba a Tomáš Pilař. Stavba kaple byla zahájena v roce 2005, dokončena byla v létě následujícího roku. Její realizace si vyžádala asi 5,5 milionu korun.
Kaple, jejíž kapacita stačí pro asi 80 sedících lidí, je využívána k bohoslužbám, ale i jiným kulturním akcím.
Původně se kaple zasvěcená svatému Antonínovi nacházela v místním zámku. Po jeho restituci a prodeji však byla zrušena.

## Ocenění
- Čestné uznání v soutěži Stavba Vysočiny 2006[3]